# Albert Velasco i Gonzàlez
Albert Velasco i Gonzàlez   (Lleida, 23 d'abril de 1976) és un historiador de l'art català, comissari i professor de la Universitat de Lleida i de la Universitat Oberta de Catalunya.

## Trajectòria
És especialista en art medieval i pintura gòtica catalana, àmbit al qual ha dedicat bona part de la seva trajectòria investigadora, doctorant-se amb una tesi dedicada al pintor Pere Garcia de Benavarri.
Va ser conservador del Museu de Lleida del 2007 al 2019 i és una veu autoritzada per a parlar del litigi que mantenen obert els governs català i aragonès sobre les obres d'art del monestir de Sixena. És també conseller de l'Institut d'Estudis Ilerdencs i ha rebut el Premi Víctor Torres (2018), concedit a persones que hagin contribuït a la lluita pels valors republicans, hagin promogut la cultura catalana i hagin defensat Catalunya.
El 2023 va publicar A la recerca de l'obra perduda, un compendi de vivències personals sobre troballes d'art medieval durant la seva carrera com a conservador i investigador artístic, com ara l'Arqueta amatòria del Monestir de Bellpuig de les Avellanes o l'ampolla persa del segle IX que va localitzar a l'església romànica de Santa Maria de Cap d'Aran.

## Obra publicada
- El Mestre de Vielha. Un pintor del tardogòtic entre Catalunya i Aragó (Universitat de Lleida, 2006)
- Devocions pintades. Retaules de les Valls d'Àneu (segles XV i XVI) (Pagès, 2011)
- Jaume Pasqual. Antiquari i col·leccionista a la Catalunya de la Il·lustració (Universitat de Lleida, 2011)
- Fragments d'un passat. Pere Garcia de Benavarri i el retaule gòtic de l'església de Sant Joan de Lleida (Universitat de Lleida i Museu de Lleida Diocesà i Comarcal, 2012)
- O rei O res. La fi del comtat d'Urgell (Museu de la Noguera, 2016)
- Virgin and child with musician angels. The Master of Belmonte and late gothic Aragonese painting (Buenos Aires, Gonzalo Eguiguren, 2017)
- Late gothic painting in the crown of Aragon and the Hispanic kingdoms (Leyden-Boston, Brill Publishers, 2018, en col·laboració amb Francesc Fité)
- A la recerca de l'obra perduda.  Barcelona: Pòrtic, 2023. ISBN 9788498095333.[9]